# الدوري السلوفيني لكرة القدم 1979–80
الدوري السلوفيني لكرة القدم 1979–80 هو موسم من الدوري السلوفيني لكرة القدم ‏. فاز فيه NK Svoboda Ljubljana ‏.